# Kolonie Szwecji

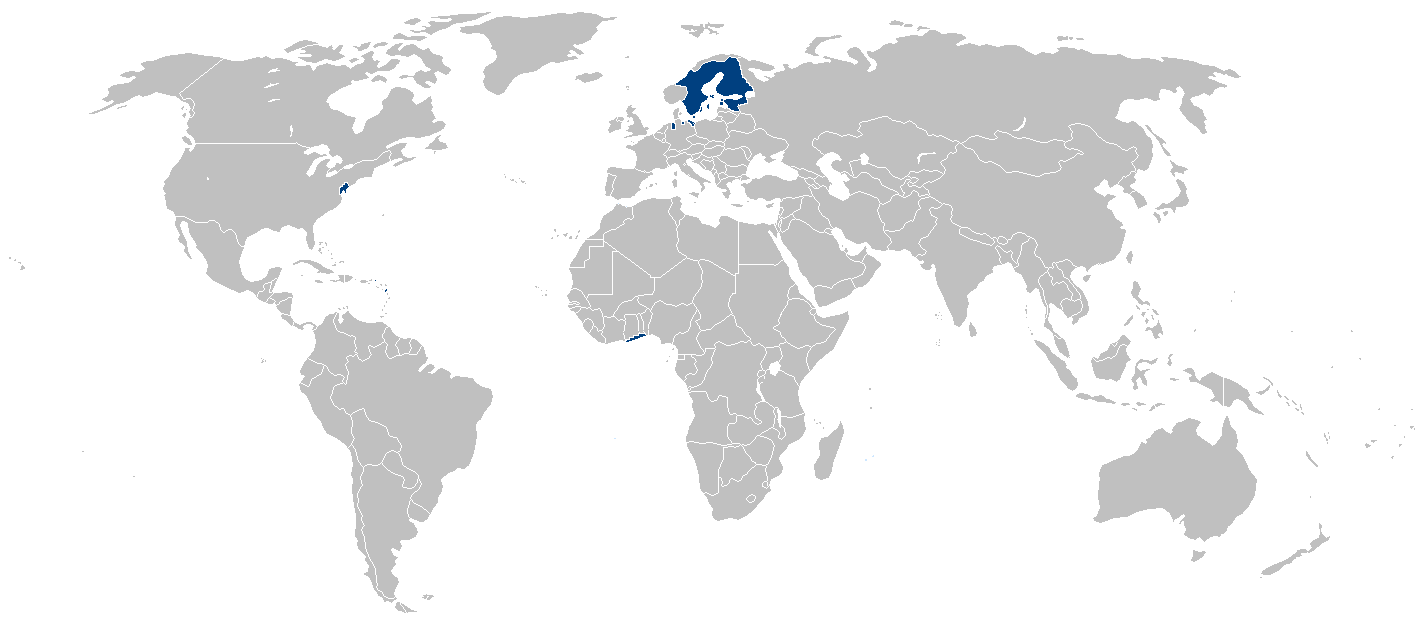
Królestwo Szwecji ze swoimi koloniami

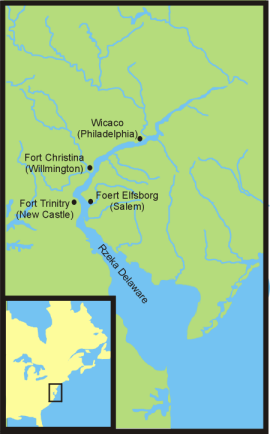
Położenie Nowej Szwecji

Kolonie Szwecji – historyczne kolonie należące do Królestwa Szwecji.

## Szwedzki kolonializm
Królestwo Szwedzkie w związku ze wzrostem potęgi militarnej opracowało plany ekspansji terytorialnej dotyczące Nowego Świata i Afryki. Były one realizowane przy współpracy z Królestwem Niderlandów oraz Niemcami.

## Nowy Świat
Kolonie szwedzkie w Nowym Świecie:
- Nowa Szwecja – lata 1638–1655, przejęta przez Niderlandy.
- kolonia na Saint-Barthélemy – lata 1784–1878, wróciła do Francji.
- Gwadelupa – lata 1813–1814, wróciła do Francji.
- Tobago – 1733, przejęte przez Imperium brytyjskie.

## Afryka
- Szwedzkie Złote Wybrzeże na terenie Złotego Wybrzeża (obecnie Ghana).